# Ciorăști
Ciorăști es una comuna ubicada en el distrito de Vrancea, Rumania.

## Superficie
Posee una superficie de 95,23 kilómetros cuadrados.

## Demografía
Hasta 2021 la población era de 2745 habitantes, con una densidad de población de 28,82 habitantes por kilómetro cuadrado.